# Gran Orden del Rey Tomislav
La Gran Orden del Rey Tomislav, es la más alta distinción de Estado de la República de Croacia. Por lo general se concede a altos funcionarios extranjeros por su contribución a la mejora de la buena situación de Croacia a nivel internacional así como los logros en el desarrollo de las relaciones internacionales entre Croacia y sus países respectivos. La concede por lo general, el Presidente de Croacia  o el Parlamento Croata.

## Beneficiarios
- 2022 -  Gabriel Boric Font (como Presidente de Chile)

- 2017 -  Tamim bin Hamad Al Thani (como Emir de Qatar)

- 2013 -  Bronisław Komorowski (como Presidente de Polonia)

- 2012 -  Andris Bērziņš (como Presidente de Letonia)

- 2011 -  Harald V de Noruega (como Rey de Noruega)

- 2009 -  Tarja Halonen (como Presidente de Finlandia)

- 2009 -  Bamir Topi (como Presidente de Albania)

- 2009 -  Hamad bin Khalifa Al Thani (como Emir de Qatar)

- 2009 -  Alberto II (como Principe de Monaco)

- 2009 -  Vladimir Voronin (como Presidente de Moldavia)

- 2008 -  Matthew Festing (como Gran Maestro de los Caballeros Hospitalarios)

- 2008 -  Ivan Gašparovič[1] (as Presidente de Eslovaquia)

- 2008 -  Valdis Zatlers[2] (como Presidente de Letonia)

- 2008 -  Lech Kaczyński[3] (como Presidente de Polonia)

- 2007 -  Alfred Moisiu[4] (como Presidente de Albania)

- 2007 -  Viktor Yushchenko[5] (como Presidente de Ucrania)

- 2007 -  Karolos Papoulias[6] (como Presidente de Grecia)

- 2006 -  Tassos Papadopoulos[7] (como Presidente de Chipre)

- 2006 -  Edward Fenech Adami[8] (como Presidente de Malta)

- 2005 -  Stjepan Mesić[9] (como Presidente de Croacia, entregado por Vladimir Šeks, el presidente del Sabor)

- 2004 -  Ricardo Lagos[10] (como Presidente de Chile)

- 2003 -  Ion Iliescu[11] (como Presidente de Rumania)

- 2002 -  Tuanku Syed Sirajuddin[12] (como Rey de Malasia)

- 2002 -  Ferenc Mádl[13] (como Presidente de Hungría)

- 2002 -  Isabel II[14] (como Reina de Monarquía en la Mancomunidad de Naciones)

- 2001 -  Milan Kučan[15] (como Presidente de Eslovenia)

- 2001 -  Carlo Azeglio Ciampi[16] (como Presidente de Italia)

- 2001 -  Rudolf Schuster[17] (como Presidente de Eslovaquia)

- 2001 -  Nursultan Nazarbayev[18] (Como Presidente de Kazajistán)

- 2001 -  Aleksander Kwaśniewski[19] (como Presidente de Polonia)

- 2001 -  Rexhep Meidani[20] (como Presidente de Albania)

- 2001 -  Thomas Klestil[21] (como Presidente de Austria)

- 2000 -  Emil Constantinescu[22] (como Presidente de Rumania)

- 1998 -  Konstantinos Stephanopoulos[23] (como Presidente de Grecia)

- 1997 -  Oscar Luigi Scalfaro[24] (como Presidente de Italia)

- 1995 -  Franjo Tuđman[25] (como Presidente de Croacia, entregada por Nedjeljko Mihanović, Presidente del Sabor)

- 1995 -  Carlos Menem[26] (como Presidente de Argentina)

- 1994 -  Eduardo Frei Ruiz-Tagle[27] (como Presidente de Chile)

- 1994 -  Sami Süleyman Gündoğdu Demirel[28] (como Presidente de Turquía)

- 1993 -  Juan Antonio Samaranch[29] (como Presidente del Comité Olímpico Internacional)

- 1993 -  Francesco Cossiga[30] (como senador italiano y 8º presidente de la República Italiana)